# Campanya de la por
La campanya de la por o discurs de la por és una expressió usada per analistes polítics i periodistes per a descriure el conjunt d'informacions, usades en el marc de processos d'independència, que ressalten els riscs de la secessió i estan destinades a infondre temor en els votants.

## Característiques generals
Les campanyes infonen temors sobre assumptes econòmics: els dubtes sobre la moneda, la preocupació sobre el futur de les pensions, la marxa de les empreses, la dificultat d'accés al crèdit o la fugida de capitals. En el referèndum sobre la independència d'Escòcia de 2014 i en les eleccions al Parlament de Catalunya de 2015, s'hi va afegir la incertesa a la pertinença del futur estat a la Unió Europea.

## Quebec, 1995
En el referèndum d'independència del Quebec de 1995, la campanya de la por es va vehicular amb la manipulació del cens electoral, amenaces de desintegració territorial i el suport econòmic als federalistes, que no van seguir els límits de despesa establerts.

## Escòcia, 2014
En el referèndum sobre la independència d'Escòcia de 2014, aquesta campanya fou coneguda com a Project Fear. Els partidaris del no a la independència van usar l'estratègia del pal i la pastanaga, amb l'oferta de més poders per a Escòcia després de la primera enquesta que va donar una victòria al sí.

## Catalunya, 2015
En les eleccions al Parlament de Catalunya de 2015 es va afegir la pèrdua d'ajudes europees, la possibilitat de corralito o la situació dels clubs esportius.